# 詹迪亚拉
詹迪亚拉（Jandiala），是印度旁遮普邦Jalandhar县的一个城镇。总人口7704（2001年）。

## 人口
该地2001年总人口7704人，其中男性3987人，女性3717人；0—6岁人口830人，其中男474人，女356人；识字率68.04%，其中男性为70.75%，女性为65.13%。